# Ridle Baku
Bote « Ridle » Baku, né le 8 avril 1998 à Mayence en Allemagne, est un footballeur international allemand qui évolue au poste d'arrière droit ou d'ailier droit au RB Leipzig.

## Biographie

### FSV Mayence
Ridle Baku est formé dans le club de sa ville natale, le FSV Mayence, qu'il rejoint en 2007, et où il effectue toute sa formation. Après avoir joué avec l'équipe réserve, il débute avec les professionnels le 19 décembre 2017, lors d'un match de DFB-Pokal face au VfB Stuttgart, gagné par trois buts à un par son équipe. Il fait ses premiers pas en Bundesliga le 29 avril 2018 face au RB Leipzig. A l'occasion de ce match, il est titularisé et inscrit son premier but pour son premier match en championnat. Son équipe s'impose sur le score de 3-0. Lors de la journée suivante, le 5 mai 2018, face au Borussia Dortmund, il est de nouveau titulaire et ouvre le score au bout de quatre minutes de jeu. Le FSV Mayence remporte ensuite la partie sur le score de 1-2.
Ridle Baku commence la saison 2018-2019 dans la peau d'un titulaire, dans la lignée de ses débuts prometteurs lors de l'exercice précédent. Cependant, il se blesse en octobre 2018, ce qui lui vaut d'être éloigné des terrains jusqu'à la fin décembre.
Lors de la saison 2019-2020 il est repositionné arrière droit par le nouvel entraîneur de Mayence, Achim Beierlorzer. Un changement réussi puisque le joueur figure parmi les révélations du championnat et intéresse un temps le Paris Saint-Germain.

### VfL Wolfsburg
Le 1er octobre 2020, Ridle Baku s'engage en faveur du VfL Wolfsburg pour un contrat de cinq ans.
Il joue son premier match sous ses nouvelles couleurs trois jours après son arrivée, lors d'une rencontre de Bundesliga face au FC Augsbourg. Il entre en jeu à la place de Jérôme Roussillon et les deux équipes se neutralisent (0-0). Pour son deuxième match, le 17 octobre 2020, il est titularisé au poste d'arrière droit face au Borussia Mönchengladbach, en championnat. Il s'illustre en délivrant une passe décisive pour Wout Weghorst, qui permet à son équipe de remporter le point du match nul (1-1). Le 1er novembre 2020, Baku inscrit son premier but pour Wolfsburg, contre le Hertha Berlin en championnat (1-1 score final). Le 23 janvier 2021, Baku se fait remarquer en donnant la victoire à son équipe face au Bayer Levrkusen, en championnat. Titulaire, au poste d'ailier droit, il est le seul buteur de la partie.

### RB Leipzig
Le 10 janvier 2025, lors du mercato hivernal, Ridle Baku rejoint le RB Leipzig. Il signe un contrat courant jusqu'en juin 2027.
Baku marque son premier but pour Leipzig le 5 avril 2025, lors d'une rencontre de championnat face au TSG Hoffenheim. Il est titularisé et participe à la victoire de son équipe par trois buts à un.

### En équipe nationale
Avec les moins de 18 ans, il inscrit un but contre la Tchéquie en novembre 2015. Par la suite, avec les moins de 19 ans, il est l'auteur d'un doublé contre Gibraltar le 6 octobre 2016, avant d'inscrire un but contre l'Albanie deux jours plus tard. 
Il fait ses débuts avec l'équipe d'Allemagne des moins de 20 ans le 7 septembre 2018, lors d'une victoire (3-2) face à la Tchéquie.
Baku joue son premier match avec l'équipe d'Allemagne espoirs le 5 septembre 2019 contre la Grèce. Il est titularisé au milieu de terrain et son équipe s'impose par deux buts à zéro.
En novembre 2020, Ridle Baku est convoqué pour la première fois avec l'équipe nationale d'Allemagne par le sélectionneur Joachim Löw. Il honore sa première sélection lors d'un match amical face à la Tchéquie, le 11 novembre 2020. Il est titularisé et les Allemands s'imposent par un but à zéro.

## Vie personnelle
La famille de Bote Baku est originaire du Zaïre (aujourd'hui République démocratique du Congo) et arrive en Allemagne en 1992. Bote naît six ans plus tard à Mayence.
Bote Baku est surnommé "Ridle" par son père en hommage à l'ancien attaquant international allemand Karl-Heinz Riedle. En 2018 il a légalement changé son nom pour inclure Ridle.
Il est le frère jumeau de Makana Baku.

## Palmarès

### En équipe nationale
Allemagne espoirs
- Vainqueur du championnat d'Europe espoirs en 2021

## Statistiques
| Saison                | Club                  | Championnat           | Championnat | Championnat | Championnat | Coupe(s) nationale(s) | Coupe(s) nationale(s) | Coupe(s) nationale(s) | Compétition(s) continentale(s) | Compétition(s) continentale(s) | Compétition(s) continentale(s) | Compétition(s) continentale(s) | Total | Total | Total |
| Saison                | Club                  | Division              | M.          | B.          | P.d.        | M.                    | B.                    | P.d.                  | Comp.                          | M.                             | B.                             | P.d.                           | M.    | B.    | P.d.  |
| 2017-2018             | FSV Mayence           | Bundesliga            | 3           | 2           | 0           | 1                     | 0                     | 0                     | -                              | -                              | -                              | -                              | 4     | 2     | 0     |
| 2018-2019             | FSV Mayence           | Bundesliga            | 15          | 0           | 0           | 1                     | 0                     | 0                     | -                              | -                              | -                              | -                              | 16    | 0     | 0     |
| 2019-2020             | FSV Mayence           | Bundesliga            | 30          | 0           | 3           | 1                     | 0                     | 0                     | -                              | -                              | -                              | -                              | 31    | 0     | 3     |
| 2020-2021             | FSV Mayence           | Bundesliga            | 2           | 0           | 0           | 1                     | 0                     | 1                     | -                              | -                              | -                              | -                              | 3     | 0     | 1     |
| Sous-total            | Sous-total            | Sous-total            | 50          | 2           | 3           | 4                     | 0                     | 1                     | -                              | -                              | -                              | -                              | 54    | 2     | 4     |
| 2020-2021             | VfL Wolfsburg         | Bundesliga            | 32          | 6           | 6           | 3                     | 0                     | 0                     | -                              | -                              | -                              | -                              | 35    | 6     | 6     |
| 2021-2022             | VfL Wolfsburg         | Bundesliga            | 34          | 3           | 5           | 1                     | 1                     | 0                     | C1                             | 6                              | 1                              | 0                              | 41    | 5     | 5     |
| 2022-2023             | VfL Wolfsburg         | Bundesliga            | 33          | 5           | 3           | 3                     | 0                     | 0                     | -                              | -                              | -                              | -                              | 36    | 5     | 3     |
| 2023-2024             | VfL Wolfsburg         | Bundesliga            | 33          | 1           | 0           | 3                     | 1                     | 0                     | -                              | -                              | -                              | -                              | 36    | 2     | 0     |
| 2024-2025             | VfL Wolfsburg         | Bundesliga            | 15          | 2           | 2           | 3                     | 0                     | 1                     | C1                             | -                              | -                              | -                              | 18    | 2     | 3     |
| Sous-total            | Sous-total            | Sous-total            | 147         | 17          | 16          | 13                    | 2                     | 1                     | -                              | 6                              | 1                              | 0                              | 166   | 20    | 17    |
| 2024-2025             | RB Leipzig            | Bundesliga            | 19          | 2           | 3           | 2                     | 0                     | 0                     | -                              | -                              | -                              | -                              | 21    | 2     | 3     |
| 2025-2026             | RB Leipzig            | Bundesliga            | 0           | 0           | 0           | 1                     | 0                     | 0                     | -                              | -                              | -                              | -                              | 1     | 0     | 0     |
| Sous-total            | Sous-total            | Sous-total            | 19          | 2           | 3           | 3                     | 0                     | 0                     | -                              | 0                              | 0                              | 0                              | 22    | 2     | 3     |
| Total sur la carrière | Total sur la carrière | Total sur la carrière | 216         | 21          | 22          | 20                    | 2                     | 2                     | -                              | 6                              | 1                              | 0                              | 242   | 24    | 24    |

### En sélection
| Saison                | Sélection             | Phases finales        | Phases finales | Phases finales | Phases finales | Éliminatoires | Éliminatoires | Éliminatoires | Matchs amicaux | Matchs amicaux | Matchs amicaux | Total | Total | Total |
| Saison                | Sélection             | Compétition           | M              | B              | Pd             | M             | B             | Pd            | M              | B              | Pd             | M     | B     | Pd    |
| --------------------- | --------------------- | --------------------- | -------------- | -------------- | -------------- | ------------- | ------------- | ------------- | -------------- | -------------- | -------------- | ----- | ----- | ----- |
| 2020-2021             | Allemagne             | Ligue des nations     | 0              | 0              | 0              | 0             | 0             | 0             | 1              | 0              | 0              | 1     | 0     | 0     |
| 2021-2022             | Allemagne             | -                     | 0              | 0              | 0              | 3             | 0             | 0             | 0              | 0              | 0              | 3     | 0     | 0     |
| Total sur la carrière | Total sur la carrière | Total sur la carrière | 0              | 0              | 0              | 3             | 0             | 0             | 1              | 0              | 0              | 4     | 0     | 0     |